# Maxillaria augustae-victoriae
Maxillaria augustae-victoriae är en orkidéart som beskrevs av Friedrich Carl Lehmann och Friedrich Fritz Wilhelm Ludwig Kraenzlin. Maxillaria augustae-victoriae ingår i släktet Maxillaria och familjen orkidéer. Inga underarter finns listade i Catalogue of Life.